# Greensleeves (平原綾香の曲)
『Greensleeves』（グリーンスリーブス）は、平原綾香の24枚目のシングル。

## 解説
シングルとしては前作『威風堂々/JOYFUL, JOYFUL』から約4か月での発売となる。「ソルヴェイグの歌」はアルバム『my Classics 2』からのリカットである。

## 楽曲解説
本作はイングランドで最も古く、クリスマス・キャロルとしても親しまれて400年以上にもわたって歌い継がれてきた民謡に、平原が独自の日本語歌詞を付けたラヴ・ソングである。

## 収録曲
1. Greensleeves
作詞：平原綾香 / 作曲：作者不詳 / 編曲：坂本昌之
原曲：イングランド民謡『Greensleeves』
2. ソルヴェイグの歌
作詞：平原綾香 / 作曲：エドヴァルド・グリーグ / 編曲：坂本昌之
原曲：『ペール・ギュント』第1組曲 第4曲「ソルヴェイグの歌」
映画『半次郎』主題歌
3. Greensleeves（Vocal-less Track）
4. ソルヴェイグの歌（Vocal-less Track）

## 楽曲の収録アルバム
Greensleeves
- 『my Classics 3』

ソルヴェイグの歌
- 『my Classics 2』